# Santiago Escallier
Santiago Escallier (n. 15 ianuarie 2002, Buenos Aires, Argentina) este un sportiv ce a reprezentat Argentina. A participat la competiții asociate Jocurilor Olimpice în care a câștigat o medalie de bronz.

## Participări
Lista de mai jos prezintă principalele competiții la care a participat Santiago Escallier de-a lungul carierei.
- Anexo:Gimnasia en los Juegos Olímpicos de la Juventud de Buenos Aires 2018[*]